# محمد یگانه (سیاستمدار)
محمد یگانه (۱۴ اردیبهشت ۱۳۰۲ – ۲۷ آذر ۱۳۷۴) از دولتمردان و اقتصاددانان دوره پهلوی بود. وی که در ۴ منصب رئیس کل بانک مرکزی، وزیر دارایی، وزیر مشاور و رئیس سازمان برنامه و بودجه و وزیر آبادانی و مسکن فعالیت کرد. این مدیر ارشد اقتصادی که در دوره‌ای در سازمان ملل متحد نیز شاغل بوده و ۲۳ سال برای نهادهای مختلف آن فعالیت داشته‌است، وی یک دوره نیز نماینده ایران در صندوق بین‌المللی پول و مدیر اجرایی آن بود.

## زندگی
محمد یگانه فرزند  محمد اسماعیل شکرچی که بعداً به یگانه تبدیل شد در سال ۱۳۰۲ در زنجان متولد شد. پس از پایان تحصیلات در این شهر برای ادامه تحصیل دانشگاهی به تهران رفت. او که فارغ‌التحصیل دانشکده حقوق و دانشکده اقتصاد دانشگاه تهران در مقطع کارشناسی بود و برای ادامه تحصیل به آمریکا و دانشگاه کلمبیا رفت و از سال ۱۹۴۹ وارد سازمان ملل متحد گردید. وی از تهیه‌کنندگان نطق برای سخنرانی دکتر مصدق در سازمان ملل بود.
او در سال ۱۹۴۹ به اتفاق چند تن از دوستانش انجمن ایران و آمریکا را تأسیس کرد. محمد یگانه در بخش‌های مختلف اقتصادی در حکومت محمدرضا پهلوی و عرصه بین‌المللی مشغول به کار گردید که مهمترین آن‌ها معاون وزیر اقتصاد (۱۳۴۳ تا ۱۳۴۸)، وزیر آبادانی و مسکن (۱۳۴۸)، وزیر مشاور کابینه امیرعباس هویدا، مدیر عامل بانک رهنی ایران، جانشین مدیر اجرایی بانک جهانی، مدیر اجرایی بانک جهانی، رئیس کل بانک مرکزی ایران، رئیس سازمان برنامه و بودجه و وزیر دارایی دولت جمشید آموزگار و جعفر شریف‌امامی بود.

### پس از انقلاب اسلامی ایران
در دوران انقلاب ایران او به آمریکا مهاجرت کرد و از سال ۱۹۸۰ تا ۱۹۸۵ به عنوان استاد اقتصاد در دانشگاه کلمبیا به تدریس پرداخت. وی در سال ۱۳۷۴ در بالتیمور آمریکا درگذشت.

رضا نیازمند در تاریخ شفاهی چنین نقل میکند که:
اخراج دکتر یگانه هم به دلیل دانش اقتصادی او بود که مدیریت او را در وزارت آبادانی و مسکن بهانه کردند و او را اخراج کردند